# Jérémie Reichenbach
Pour les articles homonymes, voir Reichenbach.
Jérémie Reichenbach est un réalisateur français de documentaires né le 29 août 1975 à Paris.

## Biographie
Dès ses études de cinéma à l'université Paris-8, Jérémie Reichenbach réalise plusieurs documentaires, notamment en Afrique.
Son premier long métrage, Sangre de mi sangre, produit par Iskra, est présenté au festival Cinéma du réel en 2014 et obtient la même année le Grand Prix de la compétition internationale au Festival Internacional de Cine Independiente de Mar del Plata.

## Filmographie
- 2000 : Un monde plus propre
- 2000 : Salut Vazaha
- 2006 : Teshumara, les guitares de la rébellion touareg[4]
- 2006 : Niamey, et le travail comment ça va ?
- 2008 : Abou et les étoiles du Mandé
- 2009 : La Mort de la gazelle
- 2010 : Nosotros del Bauen (coréalisation : Didier Zyserman)
- 2011 : Jour de poussière
- 2013 : Quand passe le train[5]
- 2014 : Sangre de mi sangre
- 2017 : Les Corps interdits
- 2022 : Issa